# Конен Валентина Джозефівна
Валентина Джозефівна Конен, при народженні Роберман (11 серпня 1909 — 8 грудня 1991) — радянська музикознавиця та викладачка музики. Доктор мистецтвознавства (1947). Дружина академіка Є. Л. Фейнберга.
Народилась у Баку. Освіту отримала в Джульярдській школі та Московській консерваторії.
Авторка понад 130 робіт, що охоплюють історію світової музичної культури від середньовіччя до сучасності, в тому числі книги про Шуберта (1953, 1959), Ральф Воан-Вільямс (1958), Монтеверді (1971), «Шляхи американської музики» (1961, 1965, 1977), «Театр і симфонія» (1968, 1975), «Етюди про зарубіжну музику» (1968, 1975), «Перселл і опера» (1978), «Третій пласт» (1994), «Нариси з історії зарубіжної музики» (1998, укладач В. П. Варунц).